# De vreemde verzameling
De vreemde verzameling is een  stripverhaal uit de reeks van Jerom.

## Locaties
Dit verhaal speelt zich af op de volgende locaties:
- Brussel, Atomium, huis van professor Barabas, Frankrijk, bos vlak bij Parijs, Eiffeltoren, India, Agra, Taj Mahal, Filipijnen, Manilla, Sulong of Slugon[1]

## Personages
In dit verhaal spelen de volgende personages mee:
- Jerom, professor Barabas, tante Sidonia, Krimson, man met krant, agent, toeristen, Sylvia (secretaresse), man met kranten, agent, yogi, personeel van Krimson, dorpelingen, vissers, fruitverkoopster, man met ezel, bewoners van vissersdorp, dochter van hoofdman, bewoners Sulong of Slugon[1]

## Uitvindingen
In dit verhaal spelen de volgende uitvindingen een rol:
- Ruimtekruiser, apparaat waarmee gebouwen kunnen worden verkleind en opgenomen door middel van projectie op een andere plek kunnen worden gezet

## Het verhaal
Jerom wil een foto maken van het Atomium, maar een man met een krant staat voor zijn camera. Jerom vraagt of de man iets verder wil lopen, maar deze reageert niet. Jerom hangt de man aan een lantaarnpaal, maar dan blijkt het Atomium verdwenen te zijn. Jerom rent naar een agent en deze maakt notities van de verdwijning van het metalen gebouw in de Heizel. De agent doorzoekt de koffers van toeristen en zegt Jerom om later naar het bureau te komen. Jerom gaat naar het huis van professor Barabas en ziet de deur open staan. Er blijkt ingebroken te zijn en Jerom vindt een dame die is opgesloten in een kast. Het blijkt de secretaresse van professor Barabas te zijn en ze vertelt dat de professor en tante Sidonia zijn ontvoerd door gemaskerde mannen. Ze hebben de laatste uitvinding van de professor meegenomen en zijn vertrokken met de ruimtekruiser. Jerom gaat naar de hangar en ziet dat de ruimtekruiser nog op zijn plek staat. Sylvia snapt het niet; ze heeft eenzelfde geluid gehoord vlak na de ontvoering. Jerom vindt een bandrecorder en hoort dat professor Barabas een bericht heeft ingesproken.
Professor Barabas vertelt dat Krimson achter de ontvoering zit en dat de politie niet gewaarschuwd mag worden. Jerom en Sylvia bekijken de dossiers om erachter te komen wat de laatste uitvinding van professor Barabas was, want die hield de professor geheim voor zijn eigen secretaresse. Er is geen aanwijzing en Jerom besluit Sylvia naar huis te brengen. Onderweg zien ze een man met kranten, de Eiffeltoren blijkt te zijn verdwenen. Sylvia ziet dat er een ruimteschip te zien is op de foto in de krant en Jerom beseft dat Krimson zelf een ruimteschip heeft. Jerom probeert van Sylvia af te komen en rent met de auto terug naar het huis van professor Barabas. Hij klimt in de ruimtekruiser en vliegt richting Parijs. Sylvia blijkt toch aan boord te zijn en zit te breien. Jerom doet de cabine op slot en gaat alleen naar het stadscentrum. Een agent ziet Jerom zoekend rondlopen en vertelt dat de Eiffeltoren is verdwenen
Dan ziet Jerom een miniatuur Eiffeltoren op de grond met een papiertje erom. Op het papiertje staat Taj Mahal geschreven en Jerom gaat terug naar het bos. De ruimtekruiser is verdwenen en dan ziet Jerom hoe de ruimtekruiser wild over Parijs vliegt. Jerom kan de ruimtekruiser opvangen voor hij weer in het bos vlak bij Parijs neerkomt; Dolly blijkt wol aan enkele hefboompjes te hebben bevestigd om het op te winden. Jerom draagt Dolly uit de ruimtekruiser, hij vindt haar aanwezigheid te gevaarlijk en vliegt richting India. Dolly vliegt mee op het landingsgestel en de ruimtekruiser landt in Agra. Jerom is verbijsterd als hij Dolly ziet en hij waarschuwt dat de Taj Mahal gaat verdwijnen en dat ze het gebouw in de gaten moeten houden. Sylvia vindt Jerom nerveus en maakt thee met een slaapmiddel erin, waardoor het gebouw toch verdwijnt voordat Jerom kan ingrijpen.
Sylvia maakt Jerom wakker en hij ziet dat de Taj Mahal verdwenen is. Jerom valt uit de ruimtekruiser en Dolly gooit iets later de touwladder op zijn hoofd, waarna hij woedend wordt. Bang voor Jeroms woedeaanval, gooit Sylvia het luik van de ruimtekruiser dicht en Jerom besluit dan te voet de achtervolging van het ruimteschip, dat motorpech heeft, in te zetten. Jerom vraagt een yogi of hij het ruimteschip heeft gezien en wordt naar een poel verwezen. Dienaren van Krimson dwingen de dorpelingen om het ruimteschip met buffels uit de modderpoel te trekken. Jerom kan ongezien aan boord van het ruimteschip komen en wil Krimson dwingen het ruimteschip te laten landen. Krimsons medewerker gebruikt een valluik en Jerom rent terug naar de ruimtekruiser. Sylvia gooit de touwladder voorzichtig naar beneden, maar start de motoren voordat Jerom aan boord is. Jerom en Sylvia achtervolgen het ruimteschip, maar de ruimtekruiser wordt geraakt door een raket.
De motoren van de ruimtekruiser branden en Sylvia gebruikt een blusapparaat, maar raakt per ongeluk Jerom. Professor Barabas wil Krimson neerslaan, maar dit wordt door een medewerker van Krimson voorkomen. De ruimtekruiser stort richting de aarde en Jerom en Sylvia springen uit het toestel. Ze vallen bijna in de zee, maar zien dan een haai. Jerom blaast in zijn parachute en zo kunnen ze ontkomen, waarna Jerom met Sylvia op zijn rug de parachute gebruikt om te waterskiën. Ze worden opgepikt door een Filipijnse vissersboot en worden naar Manilla gebracht. Sylvia en Jerom ontmoeten een fruitverkoopster met een radio en horen dat inmiddels ook de piramide van Cheops en de Tower of London zijn verdwenen. Het ruimteschip is gezien boven Sulong en Jerom en Sylvia gaan per ezel naar het eiland. Ze worden tegengehouden door gewapende mannen die waarschuwen dat een vuurvogel het dorp zal platbranden als vreemdelingen op het eiland komen.
Jerom redt een meisje van een aanstormende stier en het blijkt om de dochter van de hoofdman te gaan. Als dank bezorgen de gewapende mannen toch een boo en Jerom wil zonder Dolly naar het dorp, ze zou hem alleen maar in problemen brengen. Jerom krijgt mondvoorraad mee en vaart in het donker naar het eiland. Twee inlanders zien de vissersboot naderen en een van hen trekt een duikuitrusting aan. Hij zwemt onder de boot van Jerom met een mijn. Jerom wil wat gaan eten en opent de mand, maar ziet dat Sylvia zich hier in heeft verstopt. Dan ontploft de mijn, maar Sylvia en Jerom komen toch aan op het eiland. Jerom ziet een duiker en volgt hem naar een hut. Hij hoort dat de mannen Krimson willen waarschuwen. Jerom volgt een man, maar heeft niet door dat hij zelf wordt gevolgd. Jerom wordt van achteren aangevallen, maar de aanval mislukt.
Jerom wordt in de hut met een wapen bedreigt en moet via de holle boom naast de hut afdalen naar Krimson. Jerom slaat de man door de vloer van de hut en kruipt in de holle boom. Via een metalen koker komt hij diep onder de grond, maar hij wordt via een bewakingscamera gezien door de mannen van Krimson. Krimson wordt door zijn mannen gewaarschuwd en wil zelf zien hoe Jerom de deur raakt, want hier staat 60.000 volt op. De zekeringen branden door en er is niks te zien op het scherm. Jerom heeft zijn vingers gebrand en de deur is gesmolten. Verderop in de gang wordt Jerom door een andere bewakingscamera opgemerkt en een stalen deur wordt achter hem neergelaten. Uit de muren komen veel machinegeweren tevoorschijn en vuren veel kogels op Jerom af. Jerom is nog geladen met de elektriciteit en de kogels ketsen af. Jerom springt door de betonnen zoldering en komt bij een stalen deur terecht. Hij gebruikt de elektriciteit in zijn lichaam als een brander en komt bij tante Sidonia en professor Barabas terecht.
Krimson komt met zijn mannen binnen en laat Jerom uit het raam kijken. In de vallei van het eiland Slugon trekt Krimson zich terug als hij wil rusten en hij heeft de vallei opgeleukt met een verzameling monumenten. Dit was alleen mogelijk met de uitvinding van professor Barabas, wat gebouwen kan verkleinen en opnemen en met projectie op een andere plaats kan laten verschijnen. Alleen professor Barabas kan het apparaat bedienen en daarom heeft Krimson hem ontvoerd. Krimson wil Jerom laten neerschieten, maar dan zien zijn mannen een onbekende vrouw in het gebouw. Sylvia vindt granaten en trekt de pin uit een granaat. Sylvia wordt belaagd, maar de mannen slaan op de vlucht als ze zien dat ze een granaat zonder pin vasthoudt.
De mannen slaan op de vlucht en Krimson sluit de deur, zodat de vrienden zullen omkomen in de ontploffing. Sylvia gooit de granaat uit het raam en raakt Krimson. Professor Barabas bedankt zijn secretaresse en Jerom maakt zich meester van de vesting. De lokale overheid arresteert de boeven en professor Barabas neemt de monumenten weer op met zijn uitvinding, waarna ze met het ruimteschip van Krimson een reis maken om alle gebouwen weer op hun plek te zetten.